# 山本一郎 (実業家)
山本 一郎（やまもと いちろう、1973年〈昭和48年〉1月4日 - ）は、日本のブロガー、著作家、YouTuber、東京都出身。通称切込隊長。

## 経歴
慶應義塾中等部、慶應義塾高等学校を経て、1996年、慶應義塾大学法学部政治学科卒業。国際電気へ就職したが半年で退社。その後、調査業（いわゆる探偵）の業務を行う。2000年、ゲームの企画・制作を行う企業「イレギュラーズアンドパートナーズ」を設立し、代表取締役。
電子掲示板2ちゃんねる運営のための法人を西村博之と共同で設立したが、2ちゃんねるへの関与は2002年に終えたとしている。
「Blog of the Yeah〔ママ〕! 2003」受賞、2004年の「アルファブロガー」に選ばれた。
東北楽天ゴールデンイーグルスにて二軍・三軍のデータ解析部門を2015年から担当した。
2020年より一般社団法人次世代基盤政策研究所理事。2023年新潟大学修士（法学）。一般財団法人情報法制研究所／事務局次長・上席研究員。

## 訴訟・事件
- エイベックス社長松浦勝人から名誉毀損で訴訟される[16]。
- CTWから著作人格権侵害で訴訟される[17]。山本一郎の勝訴。
- ドワンゴ創業者川上量生から名誉棄損で訴訟される[18]。山本一郎の勝訴。「社会通念上許される限度を超える侮辱行為であるとは認められない」として東京地裁が原告の請求を棄却[19]。
- 堀江貴文から名誉棄損で訴訟される[20]。山本一郎の敗訴。

## ハンドルネーム
ハンドルネーム「切込隊長」はパソコン通信時代から使用しており、ニフティサーブで活動していた頃は「切込隊長＠山本一郎」だった。ネーミングの由来は草野球で一番を打っていたことによる。
2011年（平成23年）8月、ネット上での活動に使っていたハンドルネーム「切込隊長」を止め実名を用いることを表明した。

## 人物・私生活
保守主義者を自称しているが、安倍政権については「積極的に支持する気持ちにはなれない」としている。
慶應義塾中等部時代からパソコンを始めた。慶應高校時代はバブル景気全盛だったこともあって、投資に興味を持ち、情報を得るためにパソコンを利用するようになる。草の根BBSやパソコン通信を経て、インターネットでの活動を開始した。
2008年に結婚を報告し、妻との間に四子を持った。

## 著書
- 『美人（ブス）投票入門』オーエス出版（原著2004年2月20日）。ISBN 9784757302136。 - 4章に山形浩生との対談
- 『投資情報のカラクリ』ソフトバンククリエイティブ（原著2004年8月30日）。ISBN 9784797327809。
- 『ニッポン経営者列伝 嗚呼、香ばしき人々』扶桑社（原著2004年10月23日）。ISBN 9784594048181。
- 『けなす技術』ソフトバンククリエイティブ（原著2005年3月23日）。ISBN 9784797330779。
- 『最強のSEO対策! HTMLがわからない人から ウェブデザイン上級者まで』ソフトバンククリエイティブ（原著2005年9月17日）。ISBN 9784797331509。田村昌士との共著。
- 『“俺様国家”中国の大経済』文藝春秋〈文春新書〉（原著2005年10月20日）。ISBN 9784166604692。
- 『スカーレット・ソード』ソフトバンククリエイティブ（原著2005年10月22日）。ISBN 9784797331332。　伊藤龍太郎との共著。
- 『情報革命バブルの崩壊』文藝春秋〈文春新書〉（原著2008年11月20日）。ISBN 9784166606672。
- 『ネットビジネスの終わり』PHP研究所〈voice select〉（原著2009年10月22日）。ISBN 4569771785。
- 『明日の日本をつくる復興提言10所収』〈アスキー新書〉（原著2011年6月20日）。ISBN 978-4-04-870696-4。 共著。
- 『リーダーの値打ち』アスキーメディアワークス〈アスキー新書〉（原著2011年12月10日）。ISBN 978-4-04-886134-2。
- 『ネット右翼の矛盾 憂国が招く「亡国」』宝島社〈宝島社新書〉（原著2013年1月26日）。ISBN 978-4-8002-0470-7。中川淳一郎、安田浩一との共著。
- 『ニッポンの個人情報 「個人を特定する情報が個人情報である」と信じているすべての方へ』翔泳社（原著2015年2月19日）。ISBN 978-4-7981-3976-0。鈴木正朝、高木浩光との共著。

ほか

## 連載
- やまもといちろうのとっておき時事放談（デイリーニュースオンライン）
- やまもといちろう 無縫地帯 (Yahoo!ニュース)
- 個人投資家・作家 山本 一郎 (現代ビジネス)

## 出演

### 過去
- 情報プレゼンター とくダネ!（フジテレビ） - 月曜コメンテーター（隔週で出演）